# Jan van Nes Klaaszoon
Jan van Nes Klaaszoon (Boskoop, 19 september 1779 – aldaar 19 maart 1836) was een Nederlandse notaris, schout en burgemeester.

## Leven en werk
van Nes werd in 1779 in Boskoop geboren als zoon van de boomkweker Klaas van Nes en Marrigje van Nes. Van Nes was vanaf 6 mei 1808 notaris in Boskoop. Van 1805 tot 1811 was Van Nes secretaris van de nabij Reeuwijk gelegen gemeente Middelburg. Hij trouwde op 20 mei 1812 te Boskoop met Maria Wilhelmina Ponse, weduwe van de schout van Boskoop Cornelis Ravestein Medenblik. In 1821 volgde hij de schoonvader van zijn vrouw, Anthony Medenblik, op als schout en secretaris van Middelburg. Vanaf 1825 werd de benaming schout gewijzigd in burgemeester. Hij vervulde deze functie tot zijn overlijden in 1836. Hij werd opgevolgd door zijn neef (oomzegger) Klaas van Nes. Na diens vroegtijdige overlijden op de leeftijd van 28 jaar, werd de stiefzoon van Jan van Nes, Anthony Henricus Ravensteijn Medenblik secretaris en burgemeester van Middelburg.